# Daniel Hannan
Daniel John Hannan (* 1. září 1971 Lima) je britský spisovatel, novinář a politik. Je zakládající předseda Iniciativy pro volný obchod (IFT) a byl poslancem za Konzervativní stranu v Evropském parlamentu za Jihovýchodní Anglii od roku 1999 do brexitu v roce 2020.
Pravidelně píše sloupky pro The Sunday Telegraph, International Business Times, Conservative Home a Washington Examiner, mimo to píše také občasné sloupce pro Daily Mail, The Guardian, The Daily Telegraph, The Sun, The Spectator a Wall Street Journal. Je šéfredaktorem The Conservative, časopisu středopravicového politického zaměření.
Mezi lety 2009 a 2018 Byl prvním generálním tajemníkem Aliance konzervativců a reformistů v Evropě (ACRE). Byl jedním ze zakladatelů Vote Leave, jedné z organizací, které vedly kampaň k odchodu z EU v roce 2016, a sloužil v její radě po celou dobu kampaně před referendem, ve které hrál významnou roli účastí v řadě veřejných debat.

## Politická kariéra a kampaň k odchodu z EU
Po ukončení studia v roce 1993 se Hannan stal prvním ředitelem Evropské výzkumné skupiny, organizace euroskeptických konzervativních poslanců, které předsedal Michael Spicer. V letech 1994–95 působil jako předseda Národní asociace konzervativních absolventů. V roce 1996 se stal vedoucím redaktorem v Daily Telegraph pod Charlesem Moorem.
Hannan, který byl jedním ze zakladatelů kampaně Vote Leave, byl v popředí referenda o členství v Evropské unii v roce 2016 a v Guardianu byl popsán jako „muž, který vám přinesl brexit“. Financial Times popsal jeho Oxfordskou kampaň za svobodnou Británii jako začátek brexitového hnutí.
Spolu s Douglasem Carswellem je Hannanovi připisováno, že je „součástí tvrdého jádra, které udržovalo plamen euroskepticismu plát, a neúnavně propagoval svoji vlastní, internacionalistickou verzi odchodu Británie z EU souběžně s Farageovým negativním, izolacionistickým.“ Když se chystal v roce 1992 promovat, psal Hannan konzervativním rebelům, kteří byli proti Maastrichtské smlouvě v roce 1992, aby společně vytvořili Evropskou výzkumnou skupinu, jejímž tajemníkem byl právě Hannan.

## Poslanec v Evropském parlamentu
Hannan byl do Evropského parlamentu zvolen v roce 1999. Jeho první krok po zvolení bylo napsání článku pro Daily Telegraph o příspěvcích a nákladech, které mají poslanci Evropského parlamentu k dispozici, což způsobilo velkou kontroverzi. V roce 2009 zahájil veřejnou výzvu na podpoření nedostatečně financované kampaně „Ne“ v dánském referendu o přijetí eura. The Guardian ho obvinil z řízení kampaně z jeho parlamentní kanceláře, ale obvinění stáhl, když se ukázalo, že ve skutečnosti pracoval ze svého vlastního bytu. Dánsko nakonec hlasovalo proti přijetí eura. Hannan byl v roce 2004 znovu zvolen na čelo kandidátní listiny své strany pro Jihovýchodní Anglii. Byl opětovně zvolen, v letech 2009, 2014 a 2019, pokaždé v čele kandidátní listiny Konzervativní strany.

### Projev „znehodnoceného předsedy vlády“
Dne 24. března 2009, poté, co Gordon Brown v Evropském parlamentu ve Štrasburku před summitem G20 v Londýně přednesl krátký projev, reagoval Hannan přednesením tříminutového projevu, který silně kritizoval reakci Browna na globální finanční krizi. Následně dokončil řeč větou „znehodnocený předseda vlády znehodnocené vlády“, což byla citace převzatá od bývalého předsedy labouristické strany Johna Smitha v roce 1992 o tehdejším premiérovi, Johnu Majorovi.
Videoklip z projevu se toho večera stal virálním na YouTube a získal více než 630 000 zhlédnutí za 24 hodin. Dva po sobě následující dny se video stalo celosvětově nejsledovanějším videem na této platformě. Do listopadu 2016 měl klip více než tři miliony zhlédnutí.
Hannan později řekl, že byl „popularitou videa lehce zmatený“, protože podobné projevy dělal již předtím. Výsledek ho však potěšil a Hannan uvedl, že se ukázalo, že „se vzestupem internetu političtí reportéři už nemohou rozhodovat o tom, co jsou zprávy“, což považoval za „dobrou zprávu pro libertariány každého druhu“.

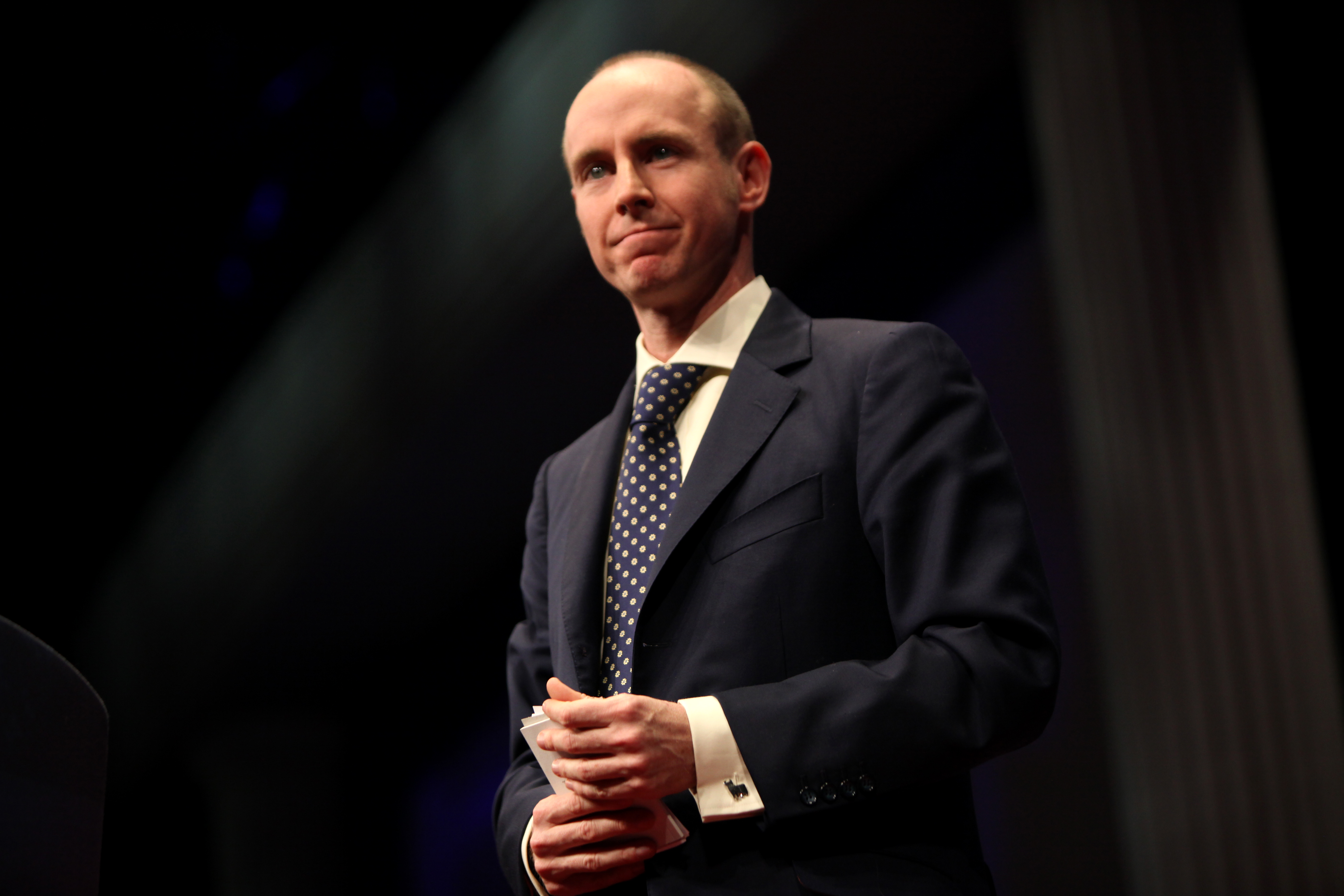
Daniel Hannan

## Politické názory

### Národní suverenita
Hannan je zastáncem národní suverenity. V debatě před referendem o EU ve Velké Británii řekl, že „Být národem znamená, že nejsme jen náhodná skupinka jedinců narozená jiné, náhodné skupince jedinců. Dává nám to povinnost zachovávat nedotčené svobody, že jsme měli to štěstí, že jsme mohli zdědit od našich rodičů a musíme je bezpečně předat dalším generacím.“ Obhajuje „příbuznost a sounáležitost anglicky mluvících národů, které sdílejí anglosférické charakteristiky.“

### Hospodářská politika
Hannan v březnu roku 2011 kritizoval protestující proti úsporným opatřením a uvedl, že „se rozhodli oddat svému přesvědčení za prázdné, marné a sobecké rozhořčení“. Dále poznamenal „Po No cuts! se oblíbeným sloganem pochodujících stalo Fairness!. Dobrá tedy... co kdybychom byli fér vůči našim dětem, kterým jsme v době míru předali nevídaný dluh?“
Jakožto příznivec kampaně „Leave“ v referendu o EU ve Velké Británii v roce 2016, psal Hannan pravidelně o budoucnosti mezinárodního volného obchodu ve Velké Británii v době, až opustí EU. V září roku 2011 se stal zakládajícím předsedou Institutu pro volný obchod, think-tanku pro volný obchod sídlící v Londýně. Po vytvoření Ministerstva Spojeného království pro mezinárodní obchod (DIT), které se připravuje na mezinárodní obchodní dohody po Brexitu, uvádí IFT své cíle jako „zaplnit mezeru ve výzkumu a odborných znalostech v oblasti obchodu ve Velké Británii.“ Chuka Umunna označil organizaci za „fanatické, tvrdé ideology podporující Brexit.“
IFT krátce změnil svůj název na „Iniciativa pro volný obchod“ poté, co se ukázalo, že povolení používat název „institut“, který je chráněn zákonem, nebylo společností ministrem uděleno. Poradní rada IFT zahrnuje významné zastánce brexitu, jako je bývalý australský premiér Tony Abbott a bývalý britský ministr vnitra Michael Howard.

### Sociální politika
Hannan je proti konceptu „zločinů bez obětí“ a upřednostňuje dekriminalizaci drog: „Začal bych konopím, a pokud by to fungovalo, nebyl bych v zásadě proti dekriminalizaci heroinu.“

### Zdravotní péče
V dubnu 2009 kritizoval tvrzení, že Národní zdravotnická služba (NHS) byla největším britským vynálezem a prohlásil, že je zastíněna vynálezy parlamentní demokracie, penicilinu a obyčejového práva, objevem DNA nebo zrušením otroctví.
Hannan tvrdil, že efektem NHS je Británie s nízkou mírou přežití pro lidi s rakovinou a mozkovou mrtvicí, s vysokým rizikem onemocnění v nemocnici a s dlouhými čekacími listinami. David Cameron, který prohlásil, že jeho prioritami jsou „tři písmena: NHS“, se distancoval od Hannanových poznámek jako „některé poněkud excentrické úhly pohledu“. 
V interview poté prohlásil: „Při návštěvě v USA se mne redaktor zeptal, zda bych doporučil model zdravotní péče v britském stylu, placený z obecného zdanění. Odpověděl jsem, že všechny tři politické strany byly oddány NHS a že měl veřejnou podporu (ačkoli jsem dodal, že to bylo alespoň částečně důsledkem nepřesného přesvědčení, že bezplatná zdravotní péče o chudé je jedinečným atributem britského systému)... Po léta jsem tvrdil, že Británii bude lépe se singapurským systémem osobních účtů zdravotní péče. Varoval jsem tedy před znárodněním a citoval tabulky mezinárodních srovnání o míře přežití a čekacích dobách.“

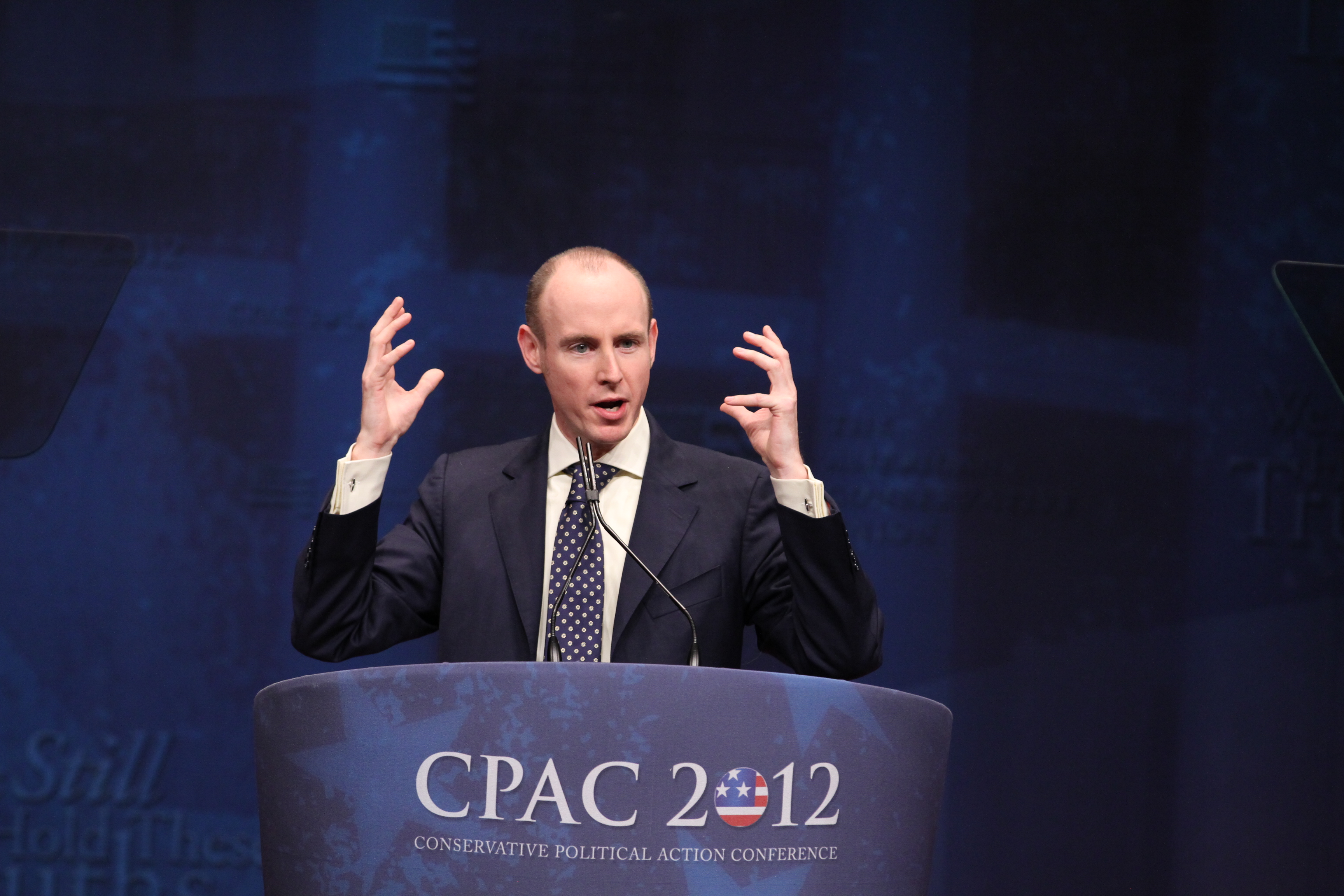
Daniel Hannan na Conservative Political Action Conference, 2012

## Ocenění a vyznamenání
V roce 2009 získal Hannan za svůj blog v The Telegraph Bastiatovu cenu za online žurnalistiku.
Získal cenu za Řeč roku na veletrhu Spectator Awards v roce 2009 za svůj projev o Gordonu Brownovi v Evropském parlamentu.
V roce 2012 vyhrál cenu Columbia Award (Washington Policy Center) a cenu Paolucci Book Award 2014 (Intercollegiate Studies Institute). Hannan byl v roce 2011 zařazen do užšího výběru pro Orwellovu cenu za blogování. 
V roce 2014 získal Hannan cenu Political Books Awards za cenu roku za svou knihu Jak jsme vynalezli svobodu a proč je důležitá. 
V roce 2018 Hannan získal Výroční cenu Liberálního institutu za „přínos k rozvoji liberálního myšlení a naplňování idejí svobody, soukromého vlastnictví, konkurence a vlády zákona v praxi“. Jeho výroční přednáška měla téma Konzervatismus, liberalismus a euroskepticismus.

## Knihy
- Hannan, Daniel (1993). Time for a fresh start in Europe. London: Bow Publications.
- What if Britain Votes No?. 2002
- How We Invented Freedom & Why It Matters. London, UK: Head of Zeus. 2013.
- Why Vote Leave. London: Head of Zeus. 2016
- What Next: How to Get the Best from Brexit. London: Head of Zeus. 2016.